# Justinià (general)
Justinià (en llatí Justinianus) (525 - després del 580) va ser el segon fill de Germà i nebot de Justinià I (vegeu-ne la genealogia a Justinià I). Va ser un destacat general de l'Imperi Romà d'Orient, com també ho va ser el seu germà Justí.
Primer es va destacar a la guerra gòtica l'any 550, quan va ajudar decisivament al seu pare en dirigir l'exèrcit que va envair Itàlia després de travessar Il·líria, i que el va substituir en el comandament després de la seva mort sobtada. L'any següent va dirigir junt amb el seu germà gran Justí, una expedició contra els eslaus, i és esmentat també com a comandant dels auxiliars grecs del longobard Alboí contra Trasimund, rei dels gèpides.
Es va fer universalment conegut quan el regent Tiberi el va nomenar el 574 comandant en cap de l'exèrcit de 150.000 germànics i escites mercenaris, contra el rei persa Còsroes, que havia envaït Armènia. Justinià va avançar cap a Capadòcia on també es va dirigir Còsroes. Els dos exèrcits es van trobar a Melitene i els perses van ser derrotats. Còsroes es va haver de retirar. La victòria es va deure en part a l'habilitat de Justinià i en part a la valentia de Curs, un escita al servei dels grecs.
Justinià va travessar l'Eufrates, va ocupar el nord de Pèrsia, va entrar als quarters d'hivern perses a Hircània i a la primavera següent va tornar a Armènia; però aquí va ser severament derrotat pel general Tamcosroes i Còsroes va trencar sobtadament les converses de pau que estaven en curs i la guerra va seguir. Tiberi, descontent de Justinià, el va cridar i va donar el comandament a Maurici.
Justinià es va sentir maltractat i va entrar en una conspiració per assassinar Tiberi el mateix dia que havia de ser coronat com a emperador amb el nom de Tiberi II. Devia veure la impossibilitat del projecte perquè va confessar voluntàriament a Tiberi II els seus plans i va ser generosament perdonat (578).
L'any 579 Tiberi era absent de la capital; l'emperadriu Sofia que esperava que Tiberi s'hagués casat amb ella i havia quedat defraudada especialment en saber que s'havia casat amb una altra dona secretament, va persuadir Justinià de recuperar els seus plans amb la promesa d'ajut dels seus tresors i influència. El complot va ser descobert i la propietat de Sofia confiscada. L'emperadriu va ser posada sota vigilància, però Justinià va ser perdonat un altre cop. Ja no torna a aparèixer i no se sap quan va morir.